# 西门子施塔特大住宅区

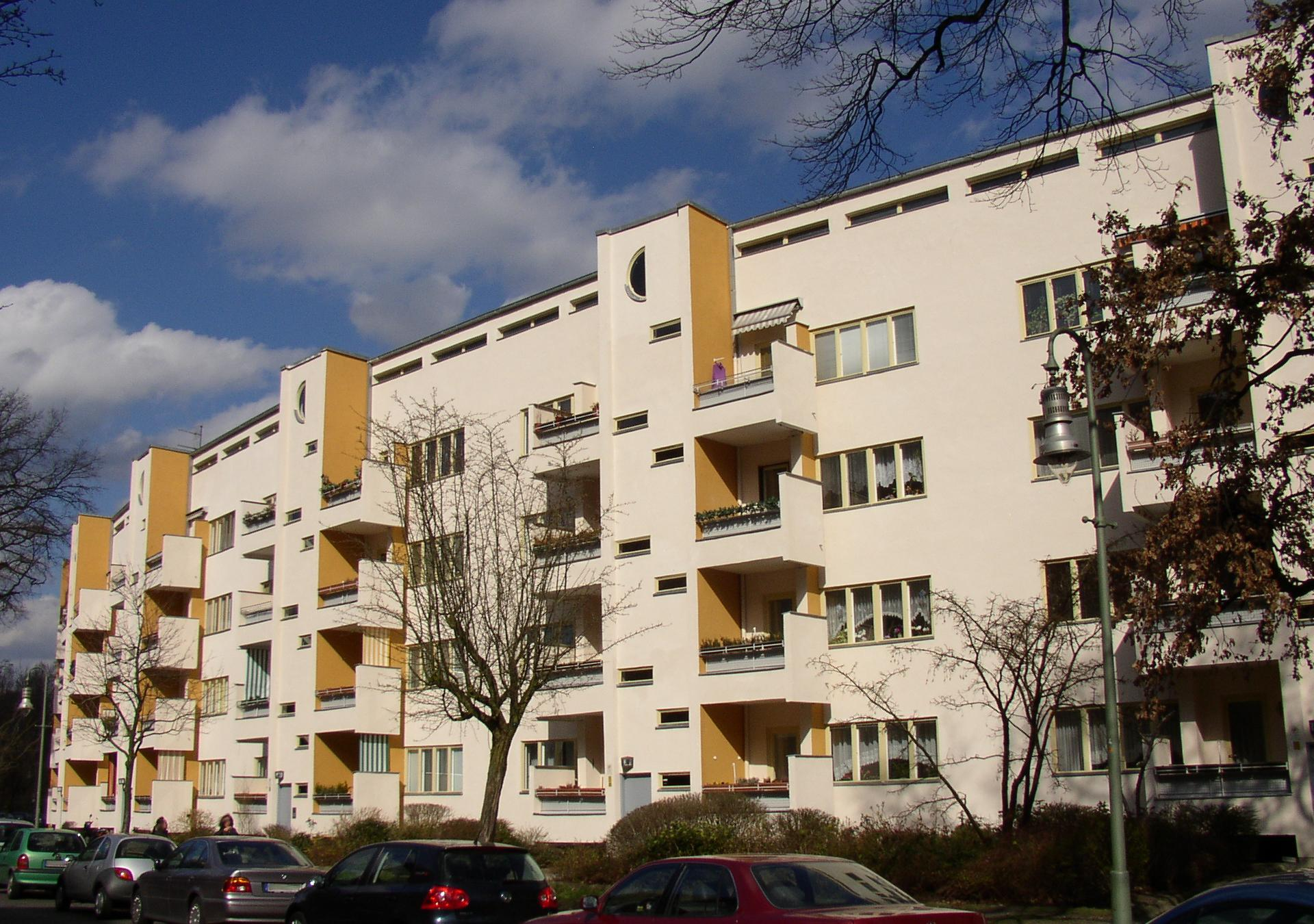
梅克里茨街（Maeckeritzstr.）公寓

西门子施塔特大住宅区（德語：Großsiedlung Siemensstadt），或称西門子大聚落城、西门子城住宅区，是位于德国柏林的一个住宅区，其大部分於柏林夏洛滕堡-维尔默斯多夫区的下属区夏洛滕堡北，是聯合國教科文組織認定的世界文化遺產柏林現代住宅群落的六個組成之一:23-24，其興建於1929年至1931年:24（或至1934年）由德國建築師漢斯·夏隆總體規劃，開放空間由德國景觀設計師和規劃師莱贝雷希特·米格設計。西門子施塔特大住宅為西門子鄰近的電器工廠的工人提供住房，該廠當時僱有約六萬名工人。

## 名称
尽管名中带有“西门子施塔特”，但该住宅区的大部分位于夏洛滕堡北，只有最西部的较小部分属于施潘道区的下属区西门子施塔特。

## 外部連結
- City of Berlin website on the project, in English
- Siemensstadt Estate（页面存档备份，存于） on Architectuul（页面存档备份，存于）

52°32′18″N 13°16′48″E / 52.5383333333°N 13.28°E